# Petky család
A derzsi nemes és királyhalmi gróf Petky család egy XVI. századból eredő, mára nagy valószínűséggel már kihalt nemesi család.

## Története
Első ismert felmenőjüket, Domonkost, a XVI. században említik. Fia, György, már derzsi előnévvel szerepelt a nemesi összeírásban. György ága néhány generáció után kihalt, de öccse, János ágazata tovább élt. Ebből az ágból származott Farkas, lugosi és karánsebesi bán volt és Fogaras várának kapitánya, aki már királyhalmi előnévvel szerepelt. Fia, István már küküllői főispán volt. Az ő unokája, Dávid, 1690-ben kapott grófi címet, dédunokájával, Jánossal 1817-ben valószínűleg ki is halt a családja.